# Sơ đồ Venn

Sơ đồ Venn cho thấy những chữ hoa nào dùng chung cho các bảng chữ cái Hy Lạp, Latin và Kirin (Cyrillic).

Sơ đồ Venn (còn được gọi là biểu đồ Venn hoặc sơ đồ tập hợp) là một sơ đồ cho thấy tất cả các mối quan hệ logic có thể có giữa một số lượng hữu hạn các tập hợp. Sơ đồ Venn đã được John Venn xây dựng khoảng năm 1880. Sơ đồ này được sử dụng để dạy lý thuyết tập hợp sơ cấp, cũng như minh họa mối quan hệ tập hợp đơn giản trong xác suất, logic học, thống kê, ngôn ngữ học và tin học.